# 카디프 공습
카디프 대공습(웨일스어: Blitz Caerdydd)은 제2차 세계 대전 중 웨일스의 카디프에 대한 폭격을 의미한다. 1940년부터 1944년 3월 도시의 마지막 공습까지 약 2,100개의 폭탄이 투하되어 355명이 사망했다.
카디프 독은 세계 최대의 석탄 항구 중 하나였기 때문에 나치 독일의 루프트바페(나치 독일 공군)의 전략폭격 목표가 되었다. 그 결과 이곳과 주변 지역은 심하게 폭격당했다. 수많은 다른 민간 건물들과 함께 랜다프 대성당도 1941년 폭격으로 손상되었다.

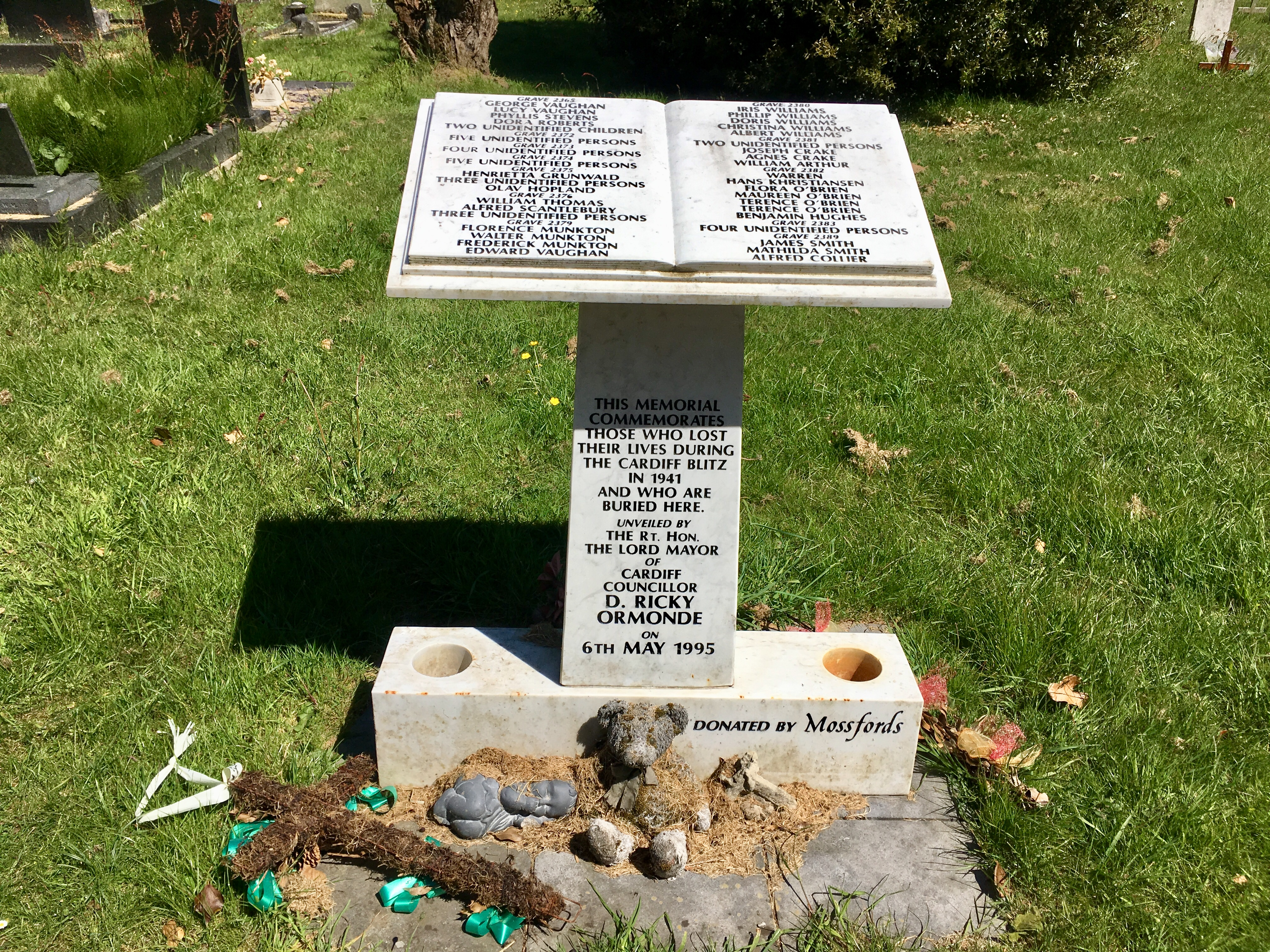
캐세이스 공동묘지에 있는 카디프 대공습 희생자 추모비

## 폭격

### 1940–41년
1940년 동안 루프트바페는 7월 3일, 10일, 12일, 8월 7일에 카디프를 목표로 삼았다. 이어서 1941년에는 1월 2일, 3일, 10일에 공습이 있었다. 1941년 1월 2일 밤 6시 37분에 시작하여 10시간 동안 100대가 넘는 폭격기가 도시를 공격했다. 고성능 폭탄, 소이탄 및 낙하산 지뢰를 투하했으며, 리버사이드 지역이 처음으로 폭격을 받았다. 그랜지타운에서는 홀리먼 브라더스 빵집이 낙하산 지뢰에 맞아 지하실을 대피소로 사용하던 32명이 사망했다. 공습이 끝났을 때 165명이 사망하고 427명이 부상당했으며, 약 350채의 가옥이 파괴되거나 철거되어야 했다.
예배당과 랜다프 대성당의 본당도 손상되었다. 카디프 서부 지역, 특히 캔턴과 리버사이드가 가장 큰 피해를 입었으며, 116명이 사망했는데, 그 중 약 50명은 리버사이드의 드 버그 거리 한 곳에서 사망한 것으로 추정된다. 10시간 동안의 공습은 18시 37분에 시작되었고 그랜지타운이 독일 항공기 100대의 첫 번째 공격을 받은 지역이었다.
이후 2월 27일, 3월 1일, 4일, 12일, 20일, 4월 3일, 12일, 29일, 30일, 5월 4일부터 11일까지 추가 공습이 이어졌다.
1941년 4월 29일 공습은 평소의 사전 조명탄이나 소이탄 없이 사이렌이 울린 직후 시청을 겨냥한 것으로 보이는 4개의 지뢰가 경고 없이 낙하산으로 투하되었다. 하나는 성터에 무사히 떨어져 시민 대피소를 아슬아슬하게 비켜갔지만, 다른 세 개는 비극적인 결과를 낳았다. 리버사이드의 루이스 거리에서는 지뢰 한 개로 10명이 사망했다. 나머지 두 개는 캐세이스의 랜블레디안 가든과 와이번 로드에 떨어져 23명을 살해했다. 여기에는 뒷마당의 앤더슨 대피소에 피신해 있던 팔머 가족 10명이 포함되었다. 와이번 로드의 인접한 교구 회관은 파괴되었지만, 놀랍게도 로버트 팰컨 스콧의 불행한 탐험에서 남극으로 가져갔던 카디프 제4 스카우트 깃발은 잔해 속에서 손상되지 않은 채 회수되었다. 캐세이스 공동묘지는 여러 폭탄과 지뢰로 인해 피해를 입었다.

### 1942–44년
1942년에는 공습이 줄었지만 6월 30일과 7월 2일에 두 차례 발생했다. 1943년에는 5월 7일과 5월 17-18일에 마지막 공습이 있었다. 5월 17일 공습은 영국 언론에서 댐버스터 작전에 대한 보복으로 여겨졌는데, 이 공습으로 기차역이 타격을 입었고 1,200-파운드 (540 kg)의 불발탄이 철도 교통을 마비시킬 위협을 가했다.
마지막 공습에서 한 폭격기는 아일랜드해를 세번강으로 착각하여 아일랜드섬의 코크를 폭격했다.

## 같이 보기
- 제2차 세계 대전 연표 (1940년)
- 카디프성
- 파이어링 라인: 웨일스 병사 카디프성 박물관